# Шиловська Аглая Іллівна
Аглая Іллівна Шиловська (нар.. 2 січня 1993, Москва, Росія) — російська актриса театру і кіно, співачка.

## Біографія
Народилася 2 січня 1993 року в Москві в родині російського режисера ігрового кіно і сценариста Іллі Шиловського та філологині Світлани Шиловської. Дід — Всеволод Шиловський, радянський і російський актор театру і кіно, кінорежисер, народний артист РРФСР (нар. 3 червня 1938).
З раннього дитинства займалася творчістю. Вже у 4-річному віці вперше вийшла на театральну сцену — зіграла у Большому театрі дочку барона Каллоандро у виконанні знаменитого тенора Зураба Соткілави в оперній постановці «Прекрасна мельничиха» італійського композитора Джованні Паїзієлло.
З січня 1998 по грудень 2008 року навчалася в московському державному навчальному закладі «Центр освіти № 686 „Клас-центр“» під керівництвом Сергія Казарновського. У школі Аглая отримала перші уроки акторської майстерності, навчилася грати на флейті і фортепіано, займалася класичним, естрадним і джазовим вокалом. У 2008 році, закінчивши школу екстерном, п'ятнадцятирічна Аглая Шиловська стала студенткою акторського факультету Театрального інституту імені Бориса Щукіна (курс «Артист музичного театру» Євгена Князєва), який закінчила в 2013 році.
У 2010 році дебютувала в російському кінематографі в одній з головних ролей в художньому фільмі «…в стилі JAZZ» режисера Станіслава Говорухіна.
З листопада 2010 року виконує роль Мерседес у мюзиклі «Монте-Крісто» режисера Аліни Чевік на сцені Державного академічного театру «Московська оперета». У 2012 році на сцені цього ж театру стартував мюзикл «Граф Орлов» режисера Аліни Чевік, в якому грає роль княжни Тараканової.
У грудні 2012 року знялася в еротичній фотосесії для січневого випуску чоловічого журналу «Maxim» у рубриці «Дівчата».
3 жовтня 2014 року зі піснею «The House of the Rising Sun» брала участь в «сліпому прослуховуванні» третього сезону вокального телешоу «Голос» на російському «Першому каналі»; однак, її виконання не сподобалося жодному із суддів. У лютому стала учасницею програми «Точь в-точь».
12 жовтня 2014 року стала одним з учасників музичного телешоу «Театр естради» на «Першому каналі». З лютого 2019 по 30 квітня 2020 року — співведуча телевізійного шоу "Голос. Діти " (разом з Дмитром Нагієвим); з 17 січня по 21 березня 2021 року — співведуча телешоу «Я майже знаменитий» з Сергієм Мінаєвим на російському «Першому каналі».
У липні 2021 брала участь у шостому випуску шостого сезону телешоу « Три акорди». Разом зі співаком Олександром Шоуа виконали пісню з репертуару Стаса Михайлова і Таїсії Повалій «Отпусти».
Фігурант бази даних центру «Миротворець» (свідоме порушення державного кордону України, участь в пропагандистських заходах РФ проти України та незаконна комерційна діяльність в окупованому РФ Криму).

## Творчість

### Ролі в театрі
- 2011 — мюзикл «Монте-Крісто» (Державний академічний театр «Московська оперета», режисер — Аліна Чевік) — Мерседес Еррера, наречена Едмона Дантеса[2]
- 2012 — мюзикл «Одного разу на матраці» (дипломний спектакль 4-го курсу акторського факультету Театрального інституту імені Бориса Щукіна, Режисер — Аліна Чевік) — принцеса Вінфред Невтішна
- 2012 — мюзикл «Граф Орлов» (Державний академічний театр «Московська оперета», режисер — Аліна Чевік) — Єлизавета (княжна Тараканова)[3]

### Фільмографія
1. 2010 — …у стилі JAZZ — Євгенія, молодша донька
2. 2011 — Ліки для бабусі — Соня Ковальова
3. 2011 — Моя шалена родина — Віка
4. 2012 — Няньки — Катя
5. 2013 — Апофегей — Ляля
6. 2013 — Зайцев +1 — донька ректора
7. 2014 — Кураж — Віка Малінина, журналістка (в наші дні)
8. 2014 — Прощай, кохана! — Катя
9. 2014 — Чудотворець — Анастасія Уварова, журналістка
10. 2016 — Ке-ди — Аміра
11. 2016 — Медсестра — Ліля, медсестра
12. 2017 — Вурдалаки — Мілена
13. 2019 — Пастка для королеви — Марія Лебедєва, чемпіонка світу з шахів серед жінок
14. 2019 — Гардемарини 1787
15. 2019 — Два береги
16. 2019 — СРСР

## Нагороди
- 2010 — приз імені Наталії Гундарєвої VIII Московського фестивалю вітчизняного кіно «Московська прем'єра» — «за найкращу жіночу роль» у фільмі Станіслава Говорухіна "… в стилі JAZZ " .